# Тирнава-де-Кріш
Тирнава-де-Кріш (рум. Târnava de Criș) — село у повіті Хунедоара в Румунії. Входить до складу комуни Ваца-де-Жос.
Село розташоване на відстані 334 км на північний захід від Бухареста, 41 км на північний захід від Деви, 99 км на південний захід від Клуж-Напоки, 117 км на північний схід від Тімішоари.

## Населення
За даними перепису населення 2002 року у селі проживали 610 осіб, з них 607 осіб (99,5%) румунів. Рідною мовою 607 осіб (99,5%) назвали румунську.